# Nikkie Van Lierop
Anita Dominika Cornelia van Lierop (Simmern, Duitsland, 7 maart 1963), vooral bekend als Nikkie Van Lierop en onder de artiestennaam Jade 4 U, is een Belgische zangeres en auteur.

## Levensloop
Van Lierop brak door in de newbeatperiode en samen met Maurice Engelen nam ze onder verschillende pseudoniemen talloze nummers op. Het bekendste nummer uit die periode is Rock to the Beat, uitgebracht onder het pseudoniem 101.
In 1996 nam ze met C.J. Bolland het nummer Sugar Is Sweeter op, dat een grote hit werd in Europa. Omdat er geen microfoon aanwezig was in de studio, zong Van Lierop het nummer in door een hoofdtelefoon.
In de periode 1996-1997 was Van Lierop zangeres van Milk Inc. Ze is onder andere te horen op Milk Inc.'s doorbraaksingle La Vache. Na meningsverschillen met achtergronddanseres Tamara stapte ze uit de band om zich te concentreren op Praga Khan en Lords of Acid. Haar solomateriaal brengt Van Lierop uit onder de naam Darling Nikkie.
Van Lierop was producer van het debuutalbum Mil Nueve Noventa van de voormalige Argentijnse toptennisser Guillermo Vilas.
Samen met Fleur van Groningen schreef ze het boek Glijmiddel over de menopauze. In 2020 publiceerde ze haar debuutroman Te dom voor de duivel.
Ze is getrouwd met schrijver Jeroen Olyslaegers.